# Anna Więckowska
Anna Karolina Więckowska de domo Musiał – polska farmaceutka, dr hab. nauk farmaceutycznych, profesor Uniwersytetu Jagiellońskiego, kierowniczka Zakładu Fizykochemicznej Analizy Leku w Katedrze Chemii Farmaceutycznej, prodziekan ds. studenckich Wydziału Farmaceutycznego Collegium Medicum Uniwersytetu Jagiellońskiego.

## Życiorys
W 2003 ukończyła studia w zakresie farmacji na Uniwersytecie Jagiellońskim, 4 lipca 2008 obroniła pracę doktorską Nowe inhibitory cholinoesteraz z ugrupowaniami karbamoiloksyfenylowymi i N-benzylopiperydynowymi, 25 lutego 2019 habilitowała się na podstawie pracy zatytułowanej Nowe ligandy wielofunkcyjne o potencjalnym zastosowaniu w terapii choroby Alzheimera.
Objęła funkcję adiunkta w Katedrze Chemii Farmaceutycznej na Wydziale Farmaceutycznym Collegium Medicum Uniwersytetu Jagiellońskiego.